# Klavikord
A klavikord vagy klavichord egy  billentyűs kordofon hangszer. A zongora egyik elődjének tekinthető. A húrok megszólaltatása a csembalótól eltérően nem pengetéssel, hanem a zongorához némileg hasonlóan a húrok megütésével történik. Az e célt szolgáló kis kalapácsszerű alkatrészek, ütőkék egyben a fogólapos húros hangszerek érintőinek szerepét is betöltik.
A hangszer neve a billentyűzet (claves) és a húrozat (chorda) elnevezéséből ered.
A klavikord a 15. századtól Közép- és Észak-Európában a házi muzsikálásban és a zeneoktatásban kedvelt hangszer volt.

## Felépítése
A klavikordok külső formájukat tekintve téglatest alakú, vagy sokszögletű, lapos dobozok. Nem rendelkeznek alvázzal, hanem asztalra vagy más bútordarabra helyezik őket és úgy  játszanak rajtuk. Ez a forma már a 15. század közepére kialakult.
Belső berendezésükben egyszerűek. Mint a neve elárulja, a hangszer billentyűzetből (claves) és húrozatból (chorda) áll. A húrok a billentyűzettel párhuzamos irányban haladnak úgy, hogy a mély hangok húrjai a játszó felé esnek (akárcsak a cimbalomnál). A billentyűzet is a lehető legegyszerűbb. Úgy működik, mint egy kétkarú emelő. Innenső oldalán lenyomjuk, mire a túlsó fele felemelkedik, és a billentyű végén merőlegesen álló, a hossztengely irányában lapított fém (legtöbbször sárgaréz) ütőke (tangente) a húrt megszólaltatja. Ennek az ütőkének kettős szerepe van. Az egyik, hogy megüti és rezgésbe hozza a sárgarézhúrt, a másik, hogy egyúttal a hangmagasságnak megfelelő hosszúságra osztja. A megütés helyétől a húrlábbal ellentétes oldalra – tehát a játszótól balra – eső húrrészeket a közéjük font posztó- vagy  nemezszalagok tompítják. Ennek célja egyrészt az, hogy ne jöjjön rezgésbe az osztott húr mindkét része, másrészt hogy a billentyű visszaengedése után a hang tompítva legyen.
Húrozata kettős, azaz párosával hangolják egy-egy hangját, mert a vékony sárgarézdrótok az ütők érintésére olyan vékony, kellemesen halk hangot adnak, hogy a jobb hangzás kedvéért párosával alkalmazzák őket. Nemcsak a húrokat kettőzték meg, hanem orgonaszerűleg két manuállal és egy pedállal is építettek klavikordokat, amelyeket orgonistáknak, otthoni használatra készítettek.

### Billentyűzete

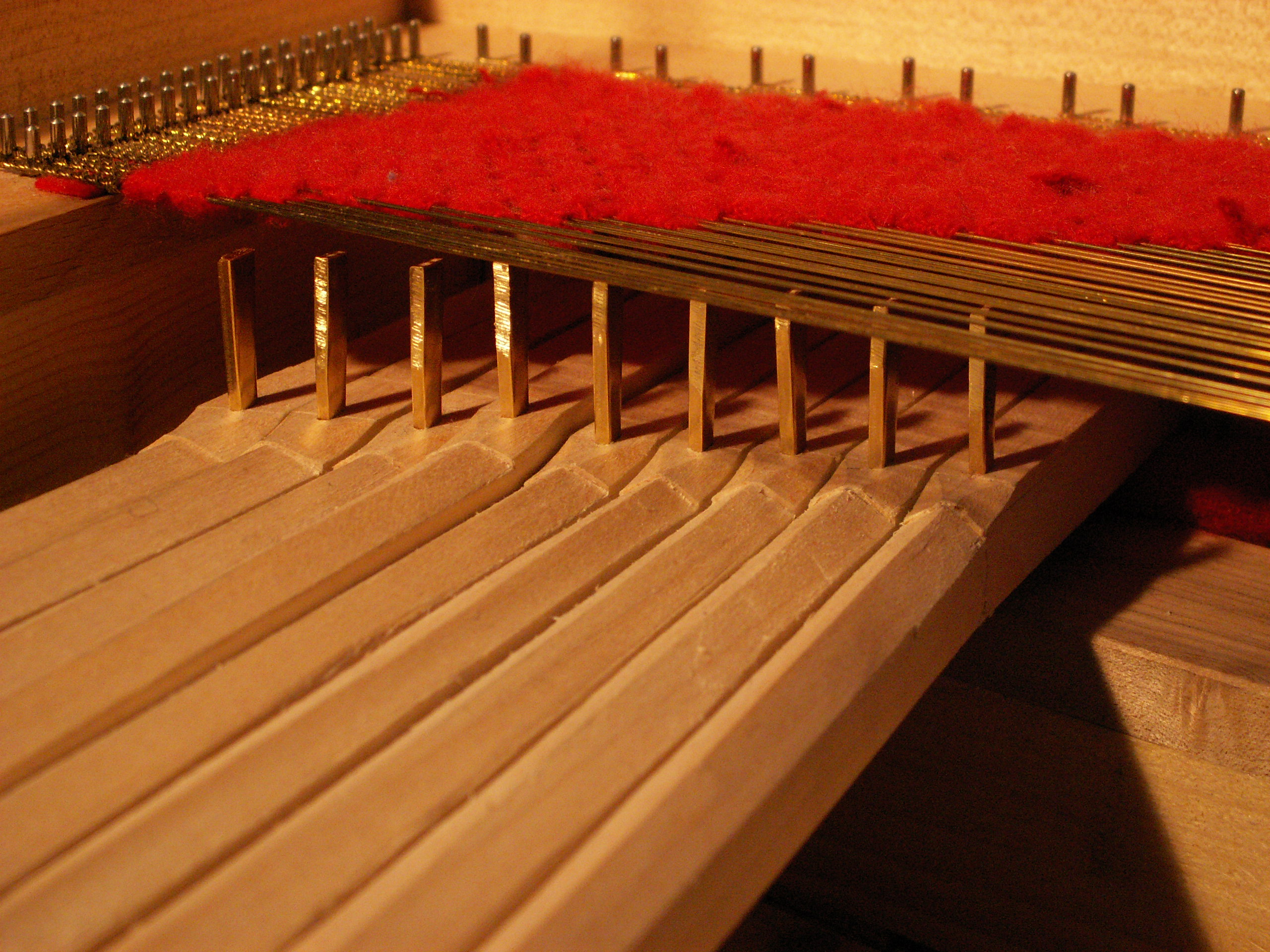
Klavikord érintői vagy ütőkéi a húrozat alatt. A piros fonalak a tompítást szolgálják.

Miután a klavikordot hordozható, kisméretű hangszerként alkalmazták – mely csak a későbbiekben készült nagyobb méretben is – ezért úgy anyag-, mint helymegtakarítás szempontjából, de csupán a zene akkori gyakorlatából következve is a 18. század elejéig úgynevezett ikerbillentyűzettel készítették.
Ikerbillentyűzeten, amit a németek „gebunden” szóval jeleznek, azt a billentyűsort értjük, amelyben szomszédos hangokat ugyanazon a húron szólaltatják meg. Ez azért volt lehetséges, mert akkoriban szekund-hangzásokat nem ütöttek meg egyszerre, és így például a c2 húrja a cisz és a d megszólaltatására is szolgált. A „rövid oktávban” nem alkalmaztak ilyen fajta ikerbillentyűket, a középfekvésben általában csak szomszédos félhangokat, a harmadik oktávában azonban már elég gyakran három félhangot is egy húron szólaltattak meg. Előfordult – de ez igen ritka eset volt –, hogy négy félhangot tereltek egy húrra. Az ilyen ikerbillentyűzetes klavikordnak bizonyos gyakorlati előnyei vannak: a kisebb terjedelem és olcsóbb előállítási költség. Ugyanakkor a méretcsökkentés és az ikerbillentyűzet alkalmazása a hangok tisztaságának rovására megy.
Amint a rövid oktávot fokonként teljes oktávvá kellett kiszélesíteni, úgy a zenegyakorlat módosulása, gazdagodása miatt az ikerbillentyűzetet is teljes billentyűsorrá kellett fejleszteni. Ez a fejlődési folyamat a 17. században már megindult és a 18. század elején fejeződött be. Ennek ellenére még a 18. század második felében is készítettek ikerbillentyűs klavikordokat, noha a század utolsó negyedében majdnem kizárólag teljes billentyűzetűek voltak ezek a hangszerek.

## Játék
Klavikord-játék

Probléma esetén lásd:Médiafájlok kezelése.
A klavikord-játéknak volt egy különleges tulajdonsága, mely az akkori előadók számára különösen kedveltté tette ezt a hangszert, ez pedig a remegtetés (bebung). Ha a billentyű lenyomása után az ujjat mozgatták rajta, az a billentyű túlsó végén lévő ütőket a húron oldal irányban kissé oda-vissza mozgatta, így a hang úgy szólt, mint a vonósokon a vibrato. A klavikord hangja lágy és behízelgő volt, így színesebb előadást tett lehetővé, mint kortársai, a csembaló vagy a spinét. 
Még a 18. század közepén író esztétikusok is úgy írtak róla, hogy mélabús, „kimondhatatlanul édes szavú hangszer”.
A klavikord a 18. század végén nagy kedveltségnek örvendett, de a 19. században kénytelen volt a diadalmasan előretörő zongorának a helyét átadni.

## Hatása a modern zenére
Egyfelől a mai klasszikus zenére jellemző - főleg Nyugat-Európában, de nálunk is akadnak ilyen előadók - az ún. historikus irányzat előretörése, melynek lényege, hogy egy adott zenei korszak hangszereit alapos kutatómunkát követően, fennmaradt példányok, festmények, leírások stb. alapján rekonstruálták, és az előadók e példányok segítségével próbálják meg előállítani az adott zenemű eredeti hangzását. Ez magával hozta a reneszánsz és barokk hangszerek reneszánszát, köztük a klavikordét is.
A Bach zenéjén felnőtt német Ernst Zacharias alkotta meg azt a hangszert (Clavinet néven), ami a klavikord elektromechanikus változatának tekinthető. (Célja vállaltan az volt, hogy a barokk hangszereket a modern zenére alkalmassá tegye: ennek érdekében több hangszert - elektromos zongorát - is készített.) Ennek lényege, hogy a húrok zengő része alatt egy-egy (esetleg két-két), az elektromos gitáréhoz hasonló pickup (hangszedő) van. Így e hangszer hangzása is gitárszerű lesz. Sőt szűrők, effektek alkalmazása is lehetséges rajta pl. az egyes modelleken gyárilag meglévő kapcsolók segítségével.
Olyan előadók, mint Lachy Doley, a Buddy Castle találmányának tulajdonított, utólag a hangszerre szerelt nyújtókart is használják játék közben. Ez a nyújtókar azonban a gitárral ellentétben nem lefelé, hanem felfelé változtatja meg a hang magasságát: a húrok egyik végének rögzítését áttették egy hengerre, amit a játékos egy hosszú, a hangszerből kiálló kar lenyomásával tud kismértékben elfordítani. Így a hangszer összes húrja egyszerre (!) megfeszül, ami magasabb hangot eredményez, mégpedig minél magasabb volt az eredeti hang, annál nagyobb mértékben növelhető tovább annak magassága. 